# Hugo Filipe Silva Colaço Gonçalves
Hugo Filipe Silva Colaço Gonçalves (Queluz, 13 de abril de 1977) é um futebolista de Portugal.

## Títulos

### Casa Pia
- Vencedor da III Divisão - Série E : 1999/00

### Atlético
- Vencedor da III Divisão - Série E : 2005/06

### Olivais e Moscavide
- Vencedor da II Divisão - Série D : 2007/08